# Body Love Vol. 2
Body Love Vol. 2 — девятый студийный альбом немецкого композитора и музыканта Клауса Шульце, вышедший в 1977 году, дополнение к оригинальному саундтреку Body Love одноимённого порнофильма режиссёра Лассе Брауна.

## Об альбоме
Диск не слишком отличается от остального творчества Шульце этого периода времени и похож на Moondawn и X. Рекомендован к прослушиванию[кем?] в той же степени, что и другие альбомы, записанные Шульце на этом этапе карьеры.

## Список композиций

### Оригинальное издание
1. «Nowhere — Now Here» — 29:02
2. «Stardancer II» — 14:15
3. «Moogetique» — 13:15

### Переиздание 2007 года
1. «Nowhere — Now Here» — 29:02
2. «Stardancer II» — 14:15
3. «Moogetique» — 13:15
4. «Buddy Laugh (A Rock’n’Roll Bolero)» — 23:16 (бонус-трек)